# M/F Venø Færgen
M/F Venø Færgen er en dansk færge, der sejler på overfarten Kleppen-Venø. Den blev bygget i 2010.
Færgen kan medtage op til 72 passagerer og 8 personbiler. Den ny færge Venø Færgen, af Sleipner-Fur typen, blev sat i drift september 2010.
Venø Færgefart blev startet under privat regi i 1958, hvor man sejlede 16 dobbelt ture om dagen. I dag drives færgeriet kun af Struer Kommune. Færgeriet har foruden Venøfærgen også  M/F Venøsund II, der nu reservefærge. Der er 10 fuldtidsansatte og der transporteres ca. 260.000 passager og 130.000 køretøjer årligt.